# Abbaye Santa María de la Oliva
Ne pas confondre la présente Abbaye Santa María de la Oliva avec l'abbaye d'Oliva, également cistercienne et en activité, mais située en Pologne. Il existe également en Espagne une abbaye cistercienne nommée Santa María de Óvila.
L'abbaye Santa María la Real de la Oliva, ou plus simplement La Oliva, est un monastère cistercien en activité situé à Carcastillo, en Navarre espagnole. Elle est fondée en 1150 par des moines de l'abbaye de l'Escaladieu, grâce à une donation du roi García V de Navarre. En 1808, les armées napoléoniennes la ravagent, puis le désamortissement chasse les moines en 1835. En 1926, ceux-ci sont de retour et refondent la communauté, toujours en activité au XXIe siècle.
L'abbaye Santa María la Real de la Oliva a conservé le caractère architectural cistercien originel ; à ce titre, elle est classée Bien d'intérêt culturel. En Navarre, il fait partie d'un grand nombre de monastères cisterciens comme Fitero, Tulebras ou Iranzu.

## Histoire

### Avant l'abbaye
Le site de l'abbaye est déjà occupé à l'époque romaine, par une population connue de Pline l'Ancien et nommée par les Carenses. Il s'agit d'une colonie romaine, comme en témoigne une pierre gravée au nom de Flavius Constantius Augustus.
Avant l'arrivée des cisterciens, un ermitage existait peut-être sur le site, déjà voué à la vénération de la Vierge Marie.

### Fondation

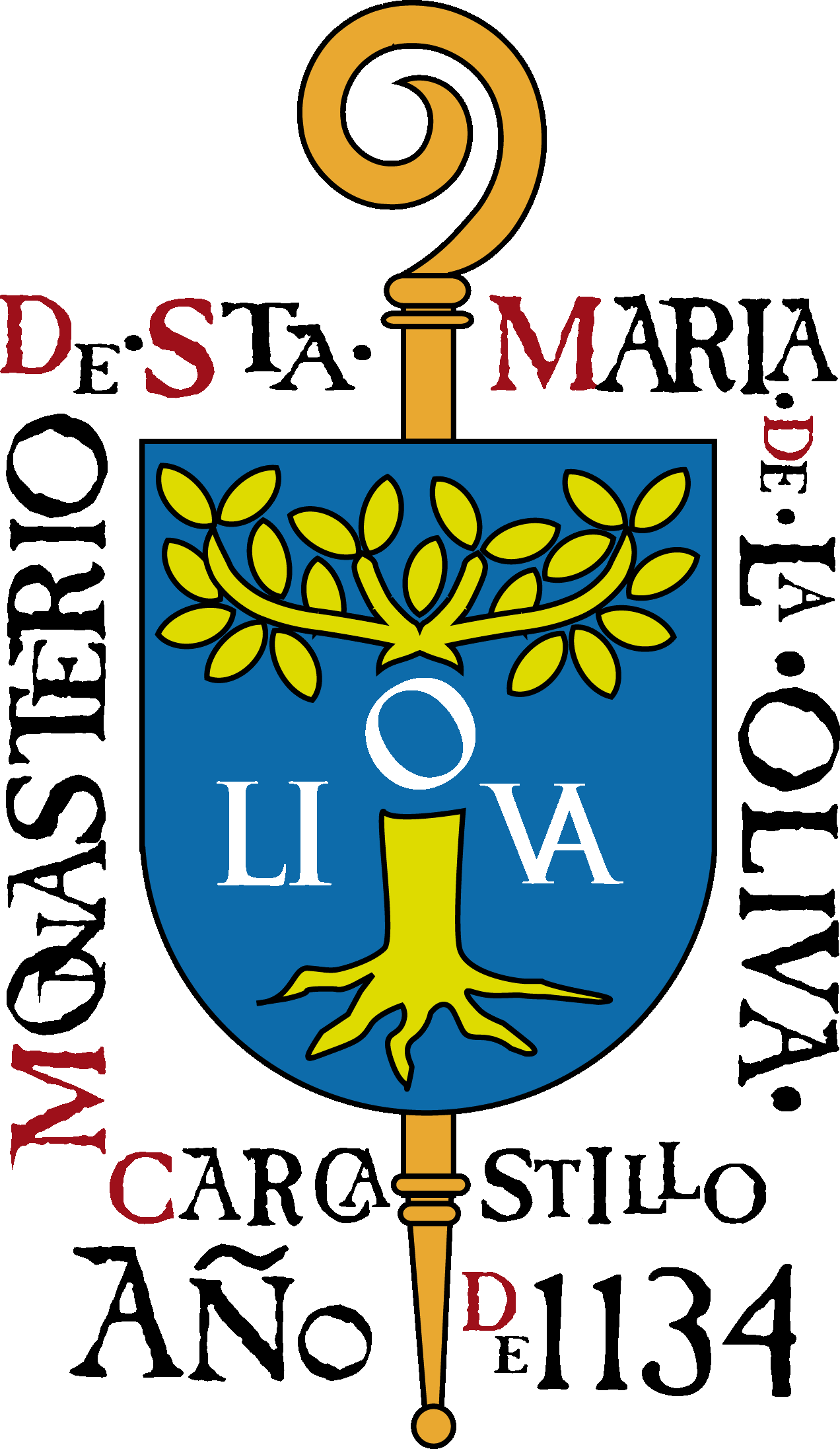
Sceau de l'abbaye.

L'abbaye Santa María de la Oliva est fondée entre 1140 et 1150 grâce à une donation du roi García V de Navarre. Le site, sur la rive gauche (c'est-à-dire  méridionale) de l'Aragon, est très favorable à l'implantation d'une communauté, notamment pour la force motrice hydraulique et pour la ressource en eau potable et d'irrigation. La date de fondation exacte est difficile à connaître, par suite de la position frontalière de la Oliva, à la limite des royaumes de Navarre et d'Aragon. ces deux royaumes manifestent chacun leur préséance sur l'abbaye par des documents dont l’authenticité est difficile à établir.
Les données les plus fiables montrent que l'abbaye aurait été fondée en 1145, selon un témoignage de Ramire II d'Aragon à l'abbé de Fitero, abbaye elle-même filiale de l'Escaladieu comme la Oliva. cette donation de 1145 est confirmée par le pape Eugène III en 1147. À cette date, la communauté de la Oliva compte déjà des terres mises en culture et des granges. Les hypothèses les plus récentes privilégient l'établissement d'un groupe de granges dépendant du monastère de Nienzabas — emplacement original de l'abbaye de Fitero — qui aurait par la suite pris son autonomie. En tout état de cause, en 1150, le chapitre général cistercien intègre officiellement la Oilva dans l'ordre, ce qu'Eugène III valide à nouveau en 1152 en plaçant l'abbaye sous sa protection. Enfin, sans que les raisons exactes en soient connues, le chapitre général décide de placer la Oliva ainsi que Veruela (de) dans la filiation de l'Escaladieu.

### Développement
À partir de cette intégration, entre dons des souverains, protection papale et structuration de la filiation grâce à la Carta Caritatis, la prospérité du monastère grandit rapidement, et ses possessions s'accroissent en Navarre comme en Aragon. En Navarre particulièrement, les abbés de la Oliva sont proches du trône, parfois conseillers des rois, par exemple de Charles II de Navarre. À la fin du XVIe siècle, le peintre flamand Roland de Mois réalise un retable dédié à l'Assomption de la Vierge Marie pour l'église abbatiale, qui est conservé aujourd'hui dans l'église paroissiale de Tafalla. Pedro de Eraso exerce même la régence au XVIe siècle dans le royaume de Navarre. L'un des abbés de la Oliva, Luis Díez de Aux y Armendáriz, est également nommé évêque de Jaca en 1617, puis évêque d'Urgell en 1622, enfin archevêque de Tarragone en 1627, mais il meurt avant d'être en poste. Au XVIIIe siècle, l'abbé Francisco Morale est nommé général de la Congrégation.

### Fermeture
Au XIXe siècle, l'abbaye est fermée plusieurs fois temporairement avant sa dissolution. La première fermeture est provoquée par la campagne de Napoléon Ier en Espagne en 1809, la seconde en 1821. Lors du Désamortissement de 1835, l'abbaye est fermée et les moines sont expulsés.

### Réouverture
En 1926, des moines trappistes venus de Getafe, près de Madrid, sous la responsabilité d'Onofre Larumbe, refondent la communauté, qui est placée sous la responsabilité de l'abbaye de Viaceli (es). En 1948, cette nouvelle fondation obtient le statut d'abbaye à part entière. En 1975, la communauté décide de quitter l'abbaye historique pour fonder un monastère moderne à proximité. Il est en particulier réputé pour son vignoble, qui produit l’essentiel du vin de messe espagnol. En 1994 et 2008, la Oliva fonde deux nouvelles communautés, Las Escalonias en Andalousie et Zenarruza au Pays basque. Au XXIe siècle, l'abbaye compte douze moines,,.

## Architecture
L'abbaye est protégée en tant que bien d'intérêt culturel sous le numéro 51 - 0000026 - 00000 depuis le 24 avril 1880.

### L'église abbatiale
L'abbatiale est de style roman, mais comportant également des croisées d'ogives ; elle a été commencée en 1164 et terminée en 1198. Elle est précédée d'une cour fermée par un portail monumental ajouté en 1565. Le portail d’entrée dans l'église date du XIVe siècle et comporte de multiples voussures s'appuyant sur des colonnettes sculptées de motifs végétaux. de part et d'autre de ce portail s'ouvrent deux rosaces qui éclairent les bas-côtés. Le fronton et la tour carrée ont été ajoutés au XVIIe siècle.

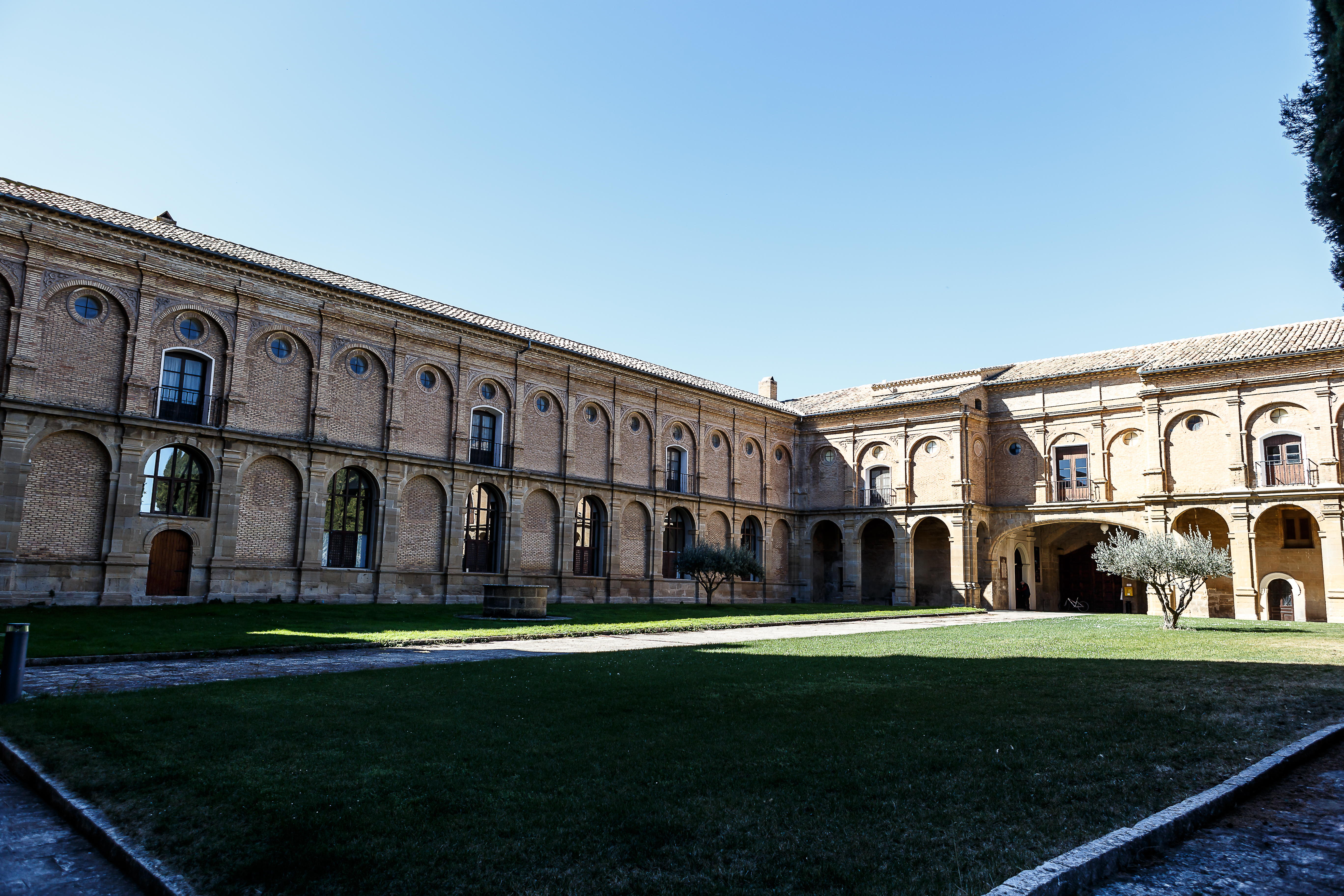
La cour située devant l'église et le portail monumental.
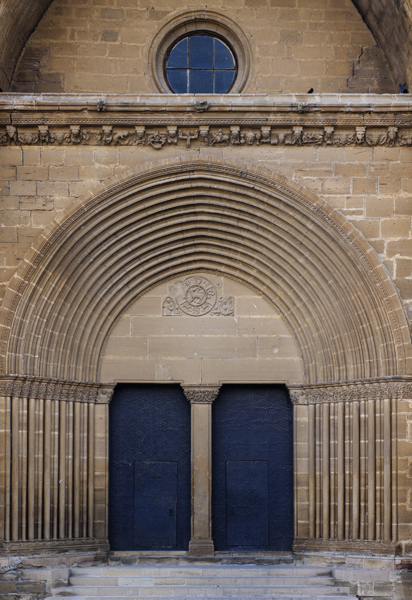
Portail de l'église abbatiale.
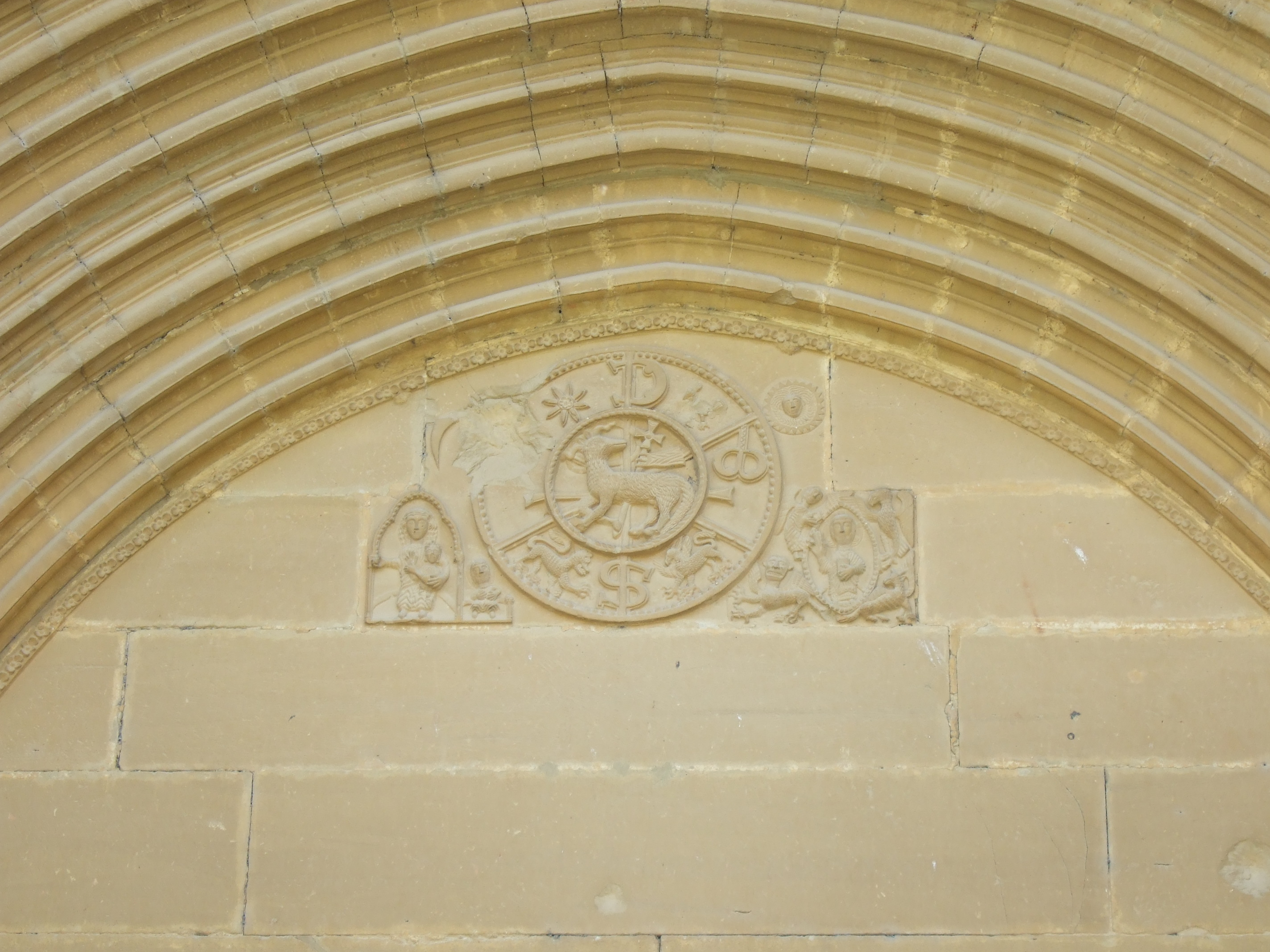
Tympan du portail.
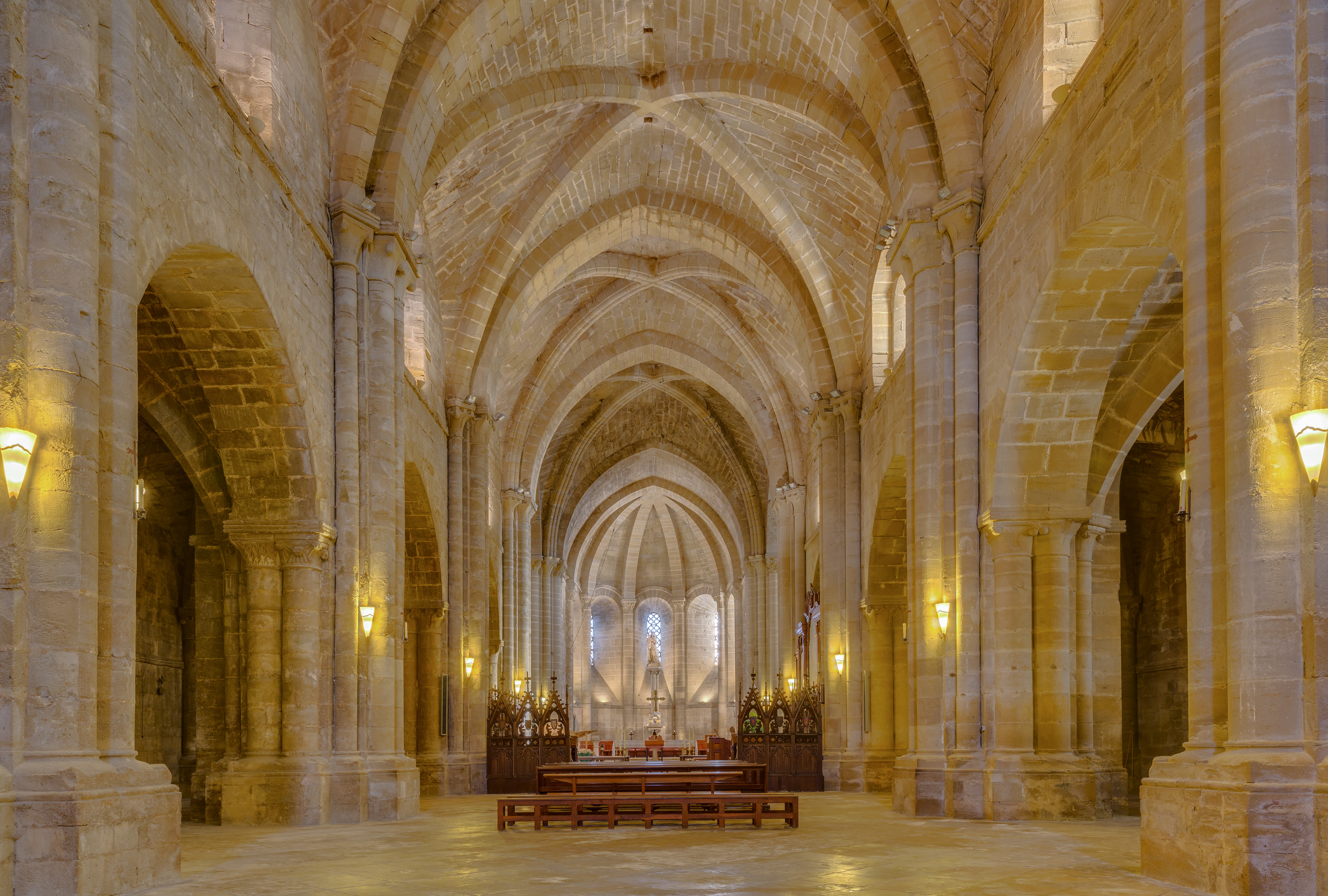
Nef de l'église abbatiale.
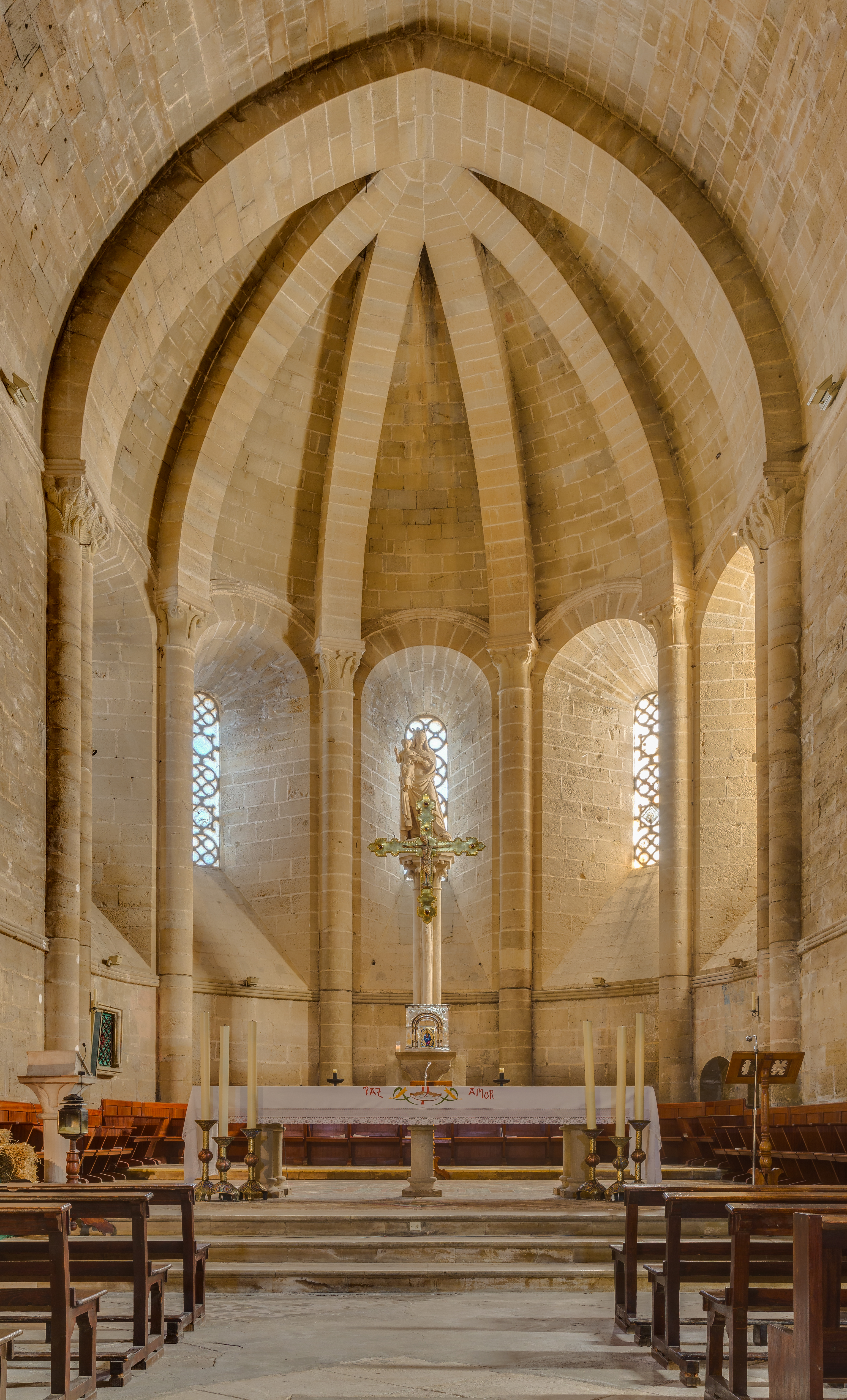
Chœur de l'abbatiale.
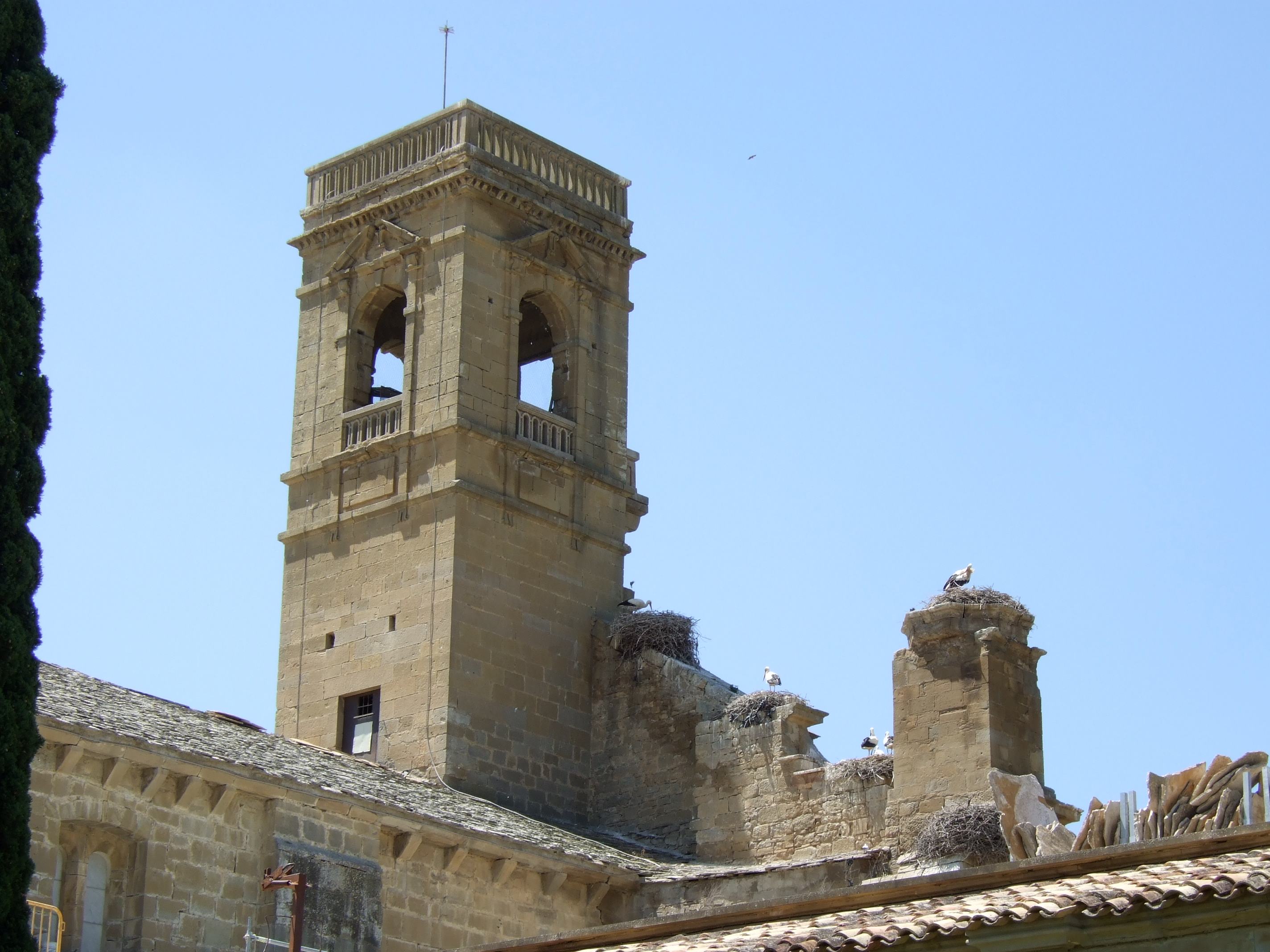
Clocher et toit de l'église.

La nef, flanquée de deux bas-côtés, se compose de six travées. La longueur hors tout de l'église est de 74 mètres, la largeur du transept de 37 mètres,.

### Le cloître
Le cloître est situé du côté septentrional de l'abbatiale. Il date des XIVe et XVe siècles. La salle capitulaire à neuf sections, soutenue par quatre colonnes, ainsi que la salle des moines, la cuisine et le réfectoire donnent sur celui-ci, selon le plan cistercien traditionnel. Le cloître est de plan carré et compte six arcades gothiques sur chaque côté. La cuisine et le réfectoire originels sont en ruines au début du XXIe siècle.

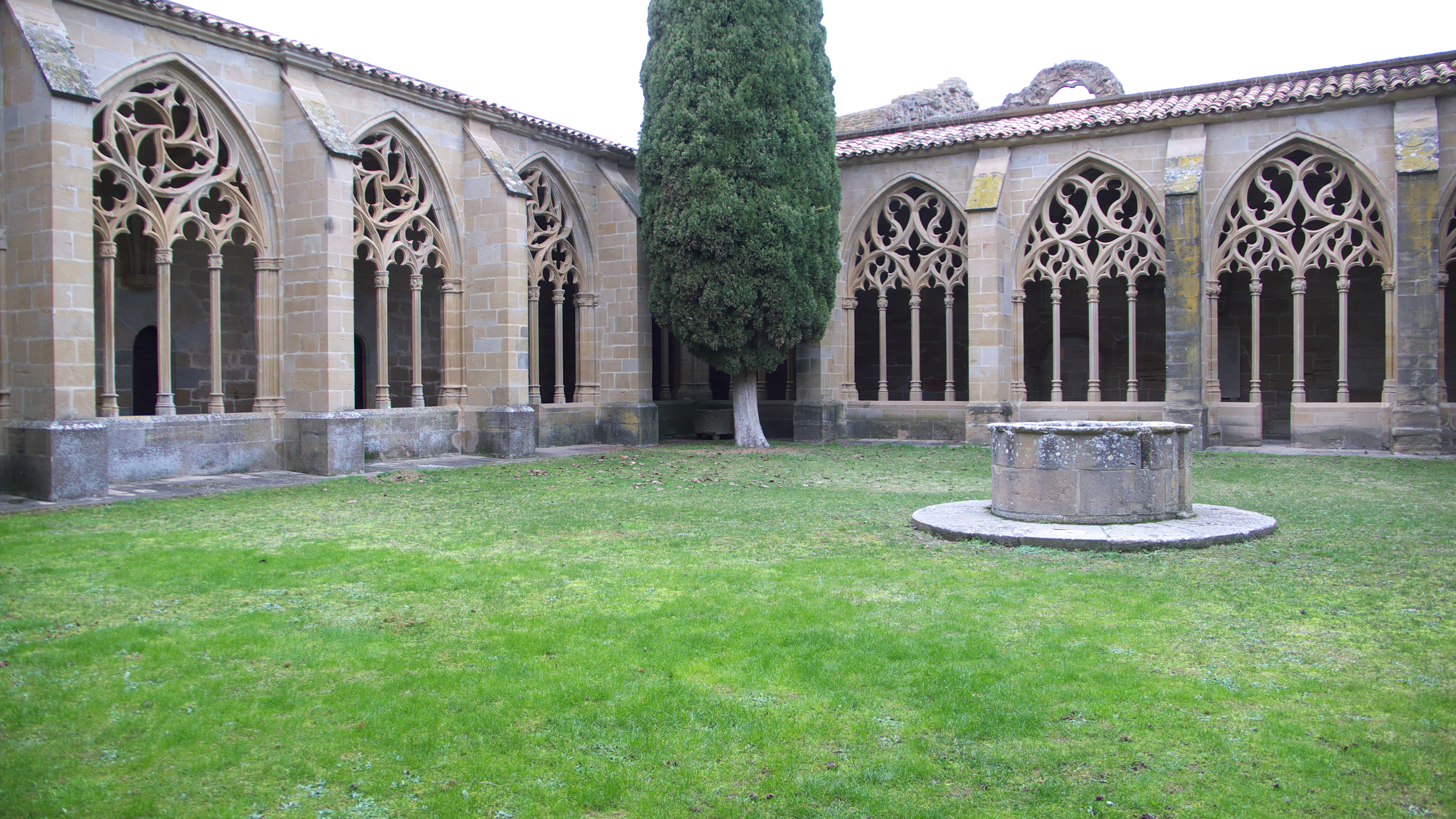
Les arcades du cloître vues depuis le jardin.
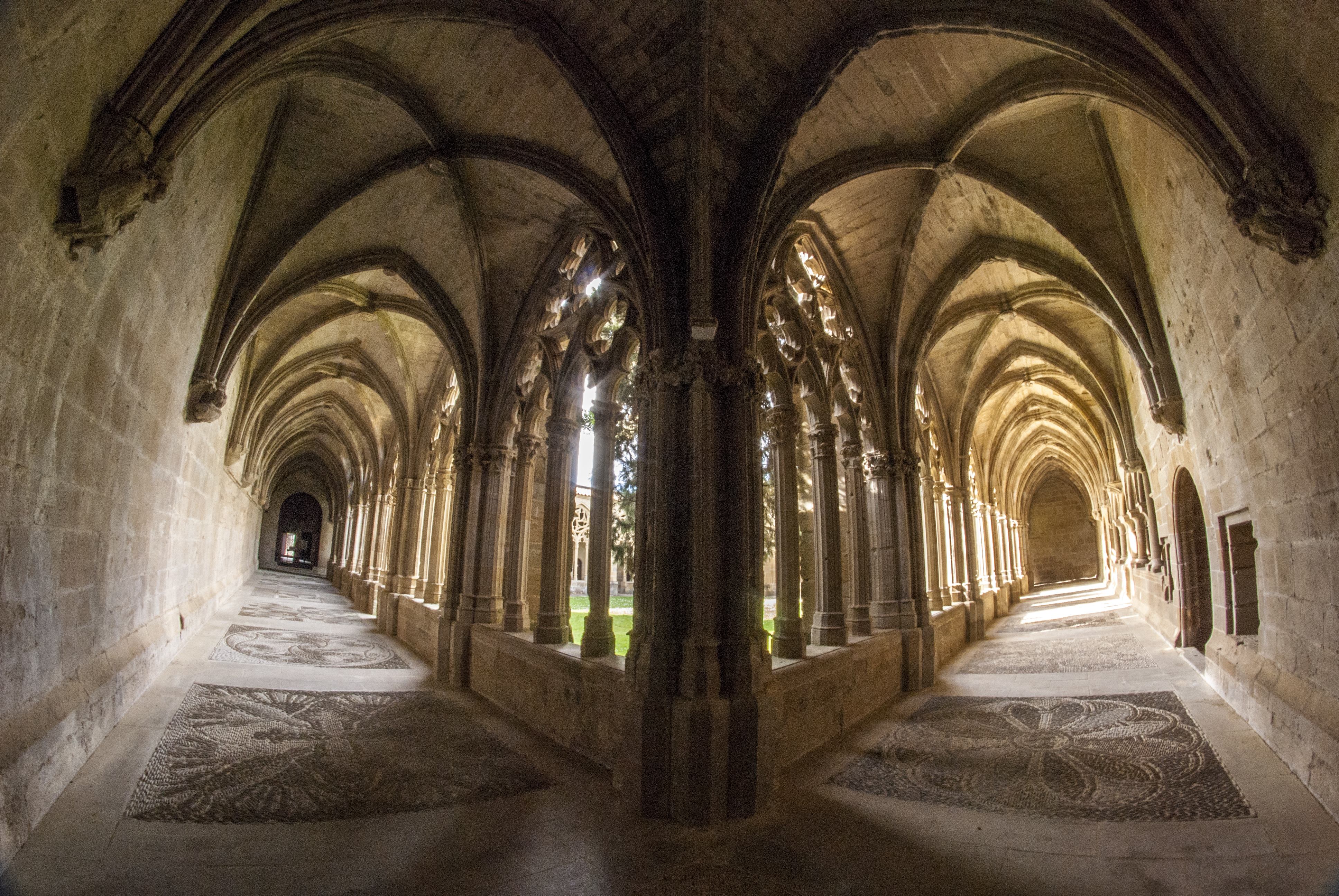
Deux allées du cloître.
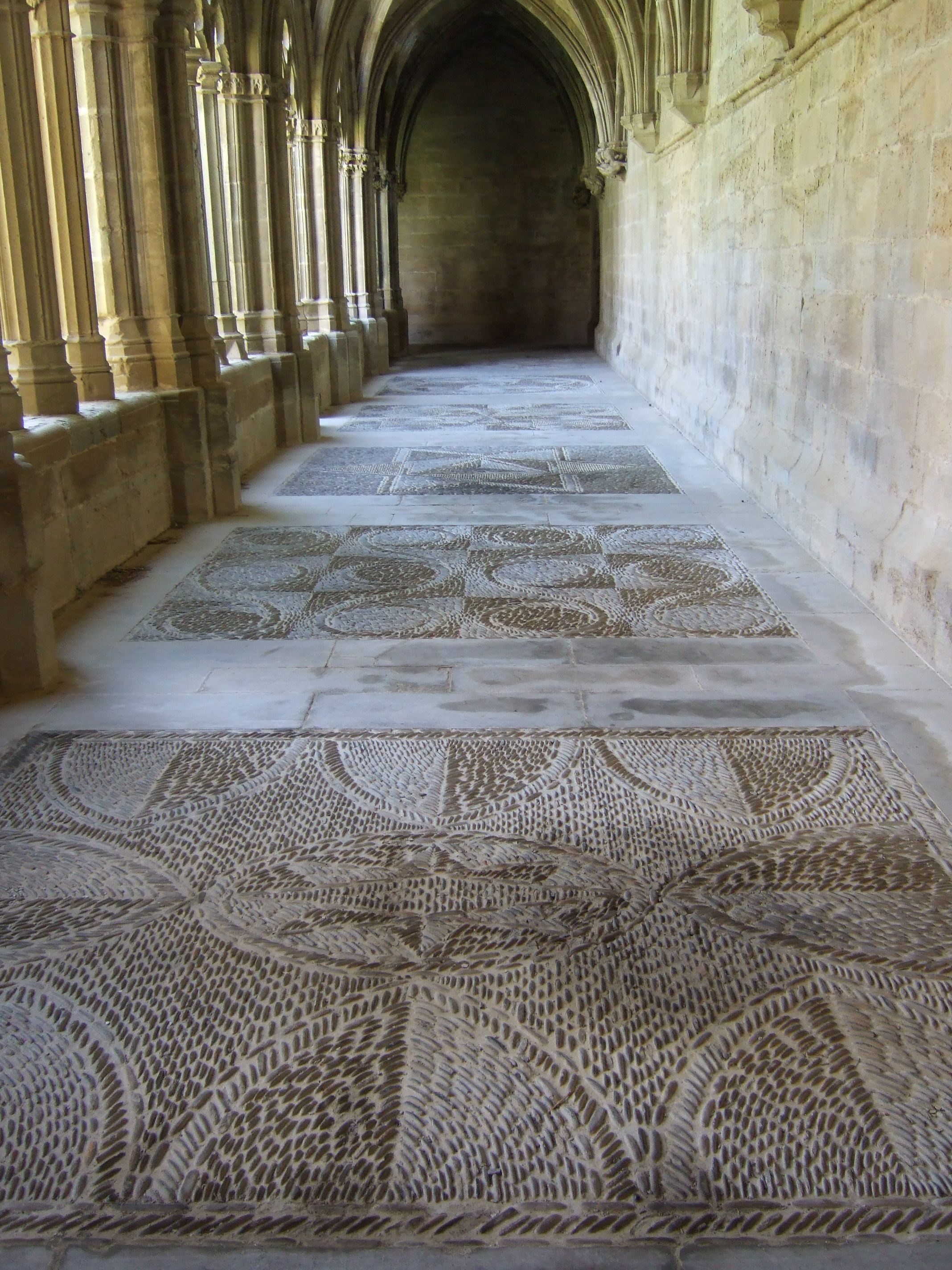
Allée du cloître, avec ses pavages décoratifs.
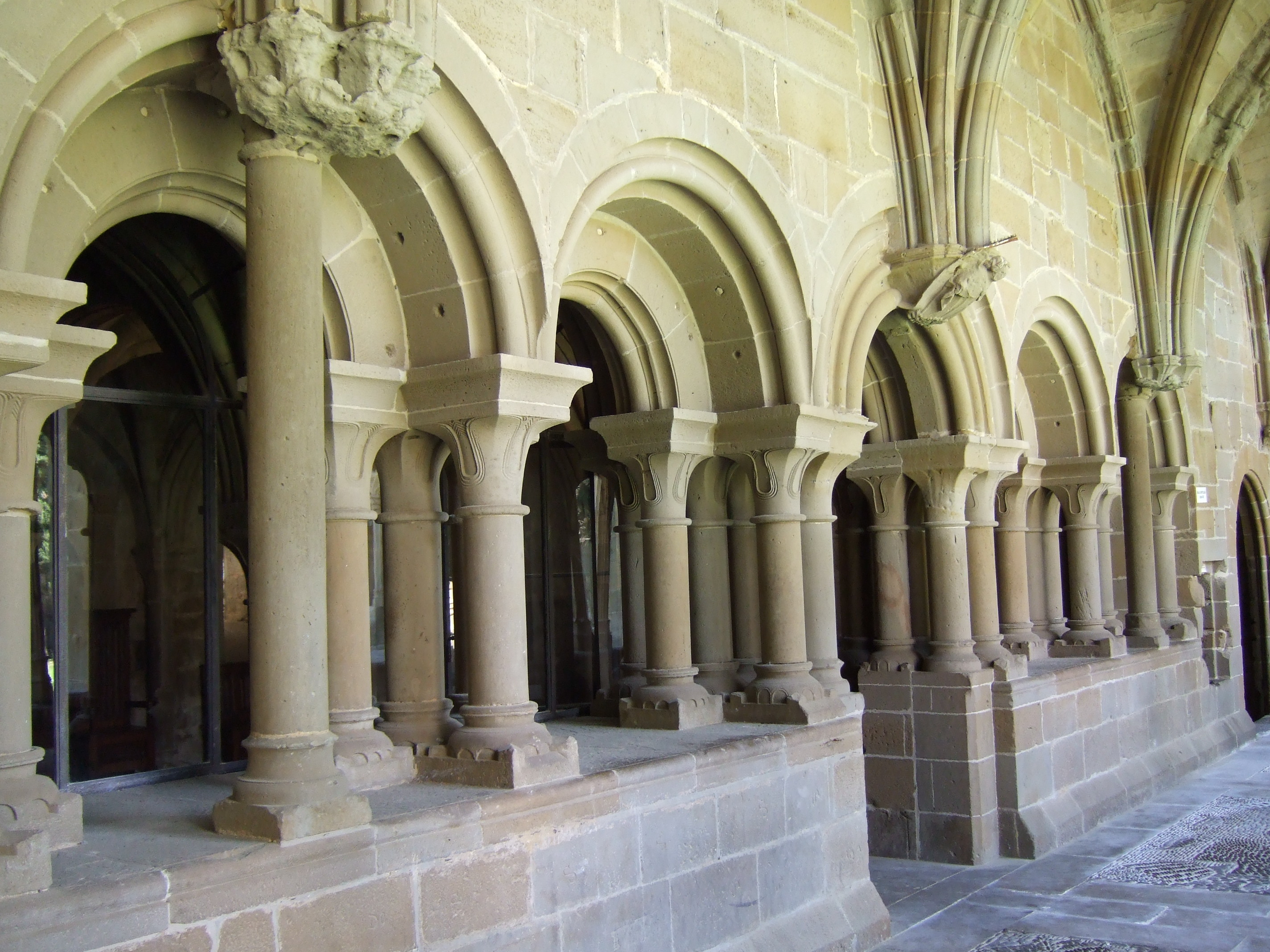
Entrée de la salle capitulaire.
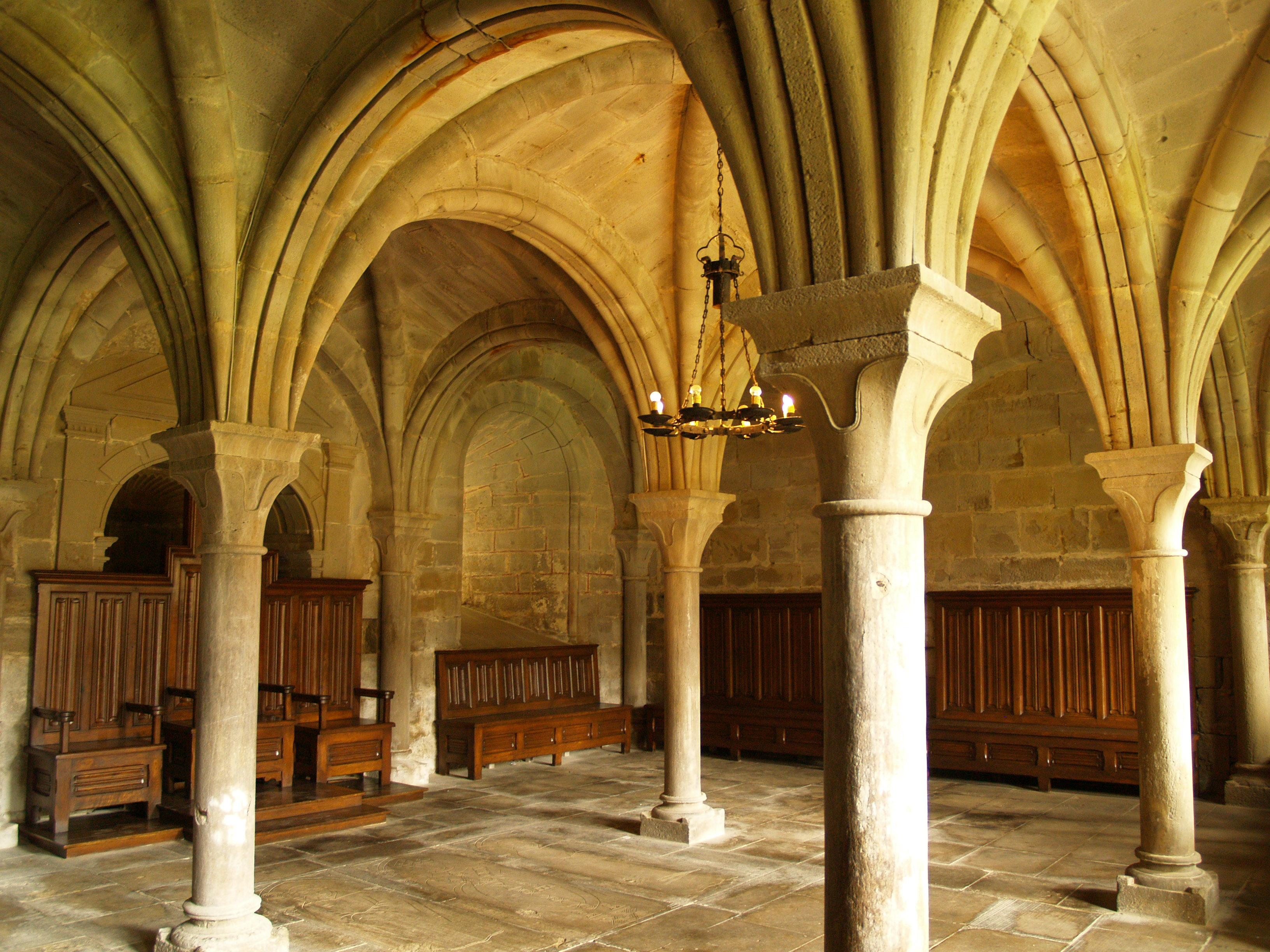
Intérieur de la salle capitulaire.

### Le monastère actuel
Le monastère actuel est situé de l'autre côté de l'abbatiale, au sud, et a conservé la forme traditionnelle d'un cloître entouré de bâtiments. L'ancien cloître a été transformé en auberge ouverte au public.